# 線泥鰻
線泥鰻為輻鰭魚綱鰻鱺目通鰓鰻科線泥鰻屬的其中一種，發現於中西大西洋的巴哈馬群島海域，為深海魚類，棲息深度可達238公尺，生活在大陸棚。